# جيرالد مورتيمر
جيرالد مورتيمر (بالإنجليزية: Gerald Mortimer)‏ هو كاتب بريطاني، ولد في 1937، وتوفي في 30 ديسمبر 2013.